# Кристиян Димитров
Кристиян Роберт Димитров е български политик. Народен представител от парламентарната група на АТАКА в XLII народно събрание.

## Биография
Кристиян Димитров е роден на 10 декември 1991 година. Завършва гимназия в София. Откакто е пълнолетен е член на партия Атака.
На парламентарните избори през 2013 година е втори в листата на партия Атака за 1-ви МИР Благоевград. Успява да влезе в парламента след като първият от листата – Илиан Тодоров решава да бъде народен представител от 10-и МИР Кюстендил.
Водещ е на сутрешния блок „Добро утро, българи“ по Алфа ТВ.